# John Lennon/Plastic Ono Band
John Lennon/Plastic Ono Band é o álbum de estreia do músico britânico John Lennon. Apoiado pela Plastic Ono Band, foi lançado em 11 de dezembro de 1970 pela Apple Records junto ao álbum de semelhante nome de sua esposa, Yoko Ono. Na época de seu lançamento, John Lennon/Plastic Ono Band recebeu críticas mistas, mas posteriormente veio a ser considerado o melhor álbum da carreira solo de Lennon.
Coproduzido por John, Yoko e Phil Spector, sucedeu os três discos experimentais de Lennon lançados com Ono e um álbum ao vivo da formação de 1969 da Plastic Ono Band. John Lennon/Plastic Ono Band apresenta uma produção bastante crua com canções influenciadas por sua recente terapia de grito primal. As composições refletem as questões pessoais de John e incluem temas de abandono parental e sofrimento psicológico. As sessões de gravação ocorreram entre setembro e outubro de 1970 em EMI Studios em Londres, simultaneamente com o álbum de Ono.
John Lennon/Plastic Ono Band alcançou a oitava posição na parada de álbuns do Reino Unido e o sexto lugar na Billboard 200 dos Estados Unidos. Em 1987, a revista Rolling Stone classificou o álbum no quarto lugar de sua lista dos "100 Melhores Álbuns dos Últimos Vinte Anos", e em 2012, o classificou na 23º posição dos "500 Maiores Álbuns de Todos os Tempos". Foi escolhido para o 244º lugar no livro All Time Top 1000 Albums de Colin Larkin. Em 2000, o álbum foi remixado com duas faixas bônus, "Power to the People" e "Do the Oz". Em 2021, o álbum recebeu sua versão deluxe, um box set com oito discos, apresentando 159 mixes, demos, outtakes e "track elements" isolados, inéditos.

## Contexto
Com a separação dos Beatles em abril de 1970, John Lennon e sua esposa Yoko Ono iniciaram as sessões de terapia primal com o orientador Arthur Janov por quatro semanas no escritório dele em Londres. Os três então viajaram para Los Angeles para continuarem a terapia por mais quatro meses. A técnica terapêutica de Janov enfatizava a recordação emocional de traumas da infância invés de uma discussão analítica.

Lennon e Ono ficaram em uma casa alugada em Bel Air, mantendo-se discretos e comprometendo-se com o processo de Janov. Lennon abraçou a disciplina como ele havia com a meditação transcendental no final da década de 1960. Ono mais tarde comentou que a terapia primal ajudou Lennon a inibir sua possessividade sobre ela, e como ele reconheceu que seus sentimentos de ciúme se originaram de eventos que ocorreram antes deles se conhecerem.

O nível de sua dor era enorme (...) Ele estava quase completamente não funcional. Ele não conseguia sair da casa, ele mal conseguia sair de seu quarto (...) Esse era alguém que o mundo todo adorava, e isso não mudava nada. No meio de toda essa fama e riqueza e adulação, (ele) era apenas uma pequena criança solitária.

– Arthur Janov, sobre o estado psicológico de Lennon
Com a experiência que ele recebera da terapia, John esteve capaz de canalizar suas emoções em um álbum digno de um material auto revelador. Em julho, ele começou a gravar demonstrações de canções que viriam a aparecer em John Lennon/Plastic Ono Band. Em 26 de julho, ele gravou diversas versões demo de "God", que incluía o verso "I don't believe in Beatles" ("Eu não acredito nos Beatles"). "When Boy Meets a Girl" estava entre as canções que Lennon gravou, porém que não viria a fazer parte do álbum.
A terapia de Lennon nunca se completou por conta da validade de seu visto norte-americano. Janov pretendia que o tratamento de John durasse o mínimo de um ano, tal era a gravidade de seus traumas. Janov também expressou preocupação que sua terapia havia terminado rapidamente e que a raiva redescoberta de John em relação a sua infância permaneceu sem solução.

## Música e letras

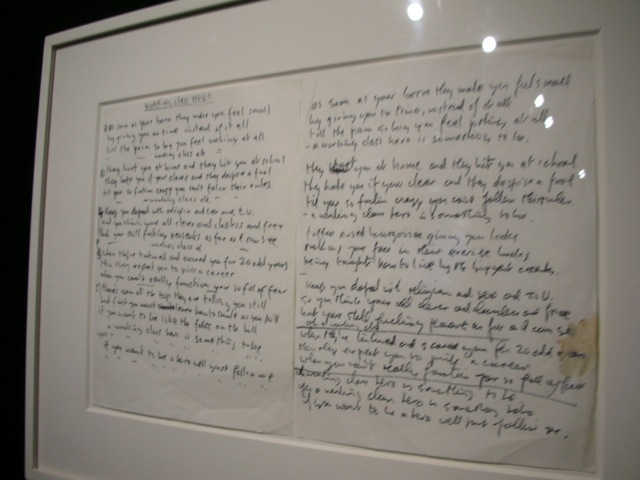
Manuscrito da canção "Working Class Hero", presente no álbum

A experiência de Lennon com a terapia primal fortemente influenciou as composições, passeando por temas de relações parentais e sofrimento psicológico, e o estilo simples porém ainda intenso da sonoridade do álbum. Por todas as faixas, John explora muitos temas pessoais: como o abandono por seus pais, em "Mother", os motivos pelos quais os jovens são transformados em soldados, em "Working Class Hero"; uma lembrança que, apesar de seu ódio e de sua dor, Lennon ainda abraça o amor, em "Love"; e "God", uma renúncia aos seus salvadores. Em um estilo guiado a piano de "God", após listar várias coisas que ele não acredita, incluindo Jesus, Hitler, Buda, Elvis, "Zimmerman" (Bob Dylan) e os Beatles, John proclama que ele acredita apenas em si próprio e em Yoko.
"Look at Me" data do período do Álbum Branco, e é construída em uma estilo de dedilhado parecido com o qual Lennon havia usado em "Dear Prudence", "Happiness Is a Warm Gun" e "Julia". Donovan contou que ensinou essa técnica a John enquanto os dois estavam em Rishikesh em 1968. "Remember" usa o mesmo riff de piano que Lennon tocou em uma coda descartada de uma gravação de julho de 1969 dos Beatles para a canção "Something".
"My Mummy's Dead", que fecha Plastic Ono Band, tem sua melodia parcialmente inspirada na canção infantil "Three Blind Mice". A gravação usada no álbum foi tirada das demos de John feitas em Los Angeles.

## Gravação
Exaustos do prolongamento de seus vistos, John e Yoko retornaram dos Estados Unidos em 15 de setembro de 1970. Logo depois, Ono sofre um aborto espontâneo próximo ao oitavo mês de sua gestação, e a paciência de Lennon foi testada quando seu pai, Alfred Lennon, retomou contato, tendo recentemente se casado, tornando-se pai novamente. Por pedido de Alfred, eles se encontraram em Tittenhurst Park para o aniversário de 30 anos de John, porém tudo correu mal, e de acordo com o relato que Alfred deixou ao seu procurador, John ameaçou matá-lo.
As sessões de gravação do álbum ocorreram no EMI Studios em Londres, começando em 26 de setembro. Lennon tocou as guitarras e o piano nas canções, com o apoio do baixista Klaus Voormann e do baterista Ringo Starr. O título do álbum refere-se à Plastic Ono Band, uma banda conceitual de Lennon e Ono formada por vários músicos em 1969, músicos estes que seriam usados em muitos de seus álbuns solo posteriores. John pediu a Phil Spector, que havia produzido o single "Instant Karma!", para coproduzir o novo álbum. Uma vez que eles não conseguiram entrar em contato com Spector antes das gravações começarem, Allen Klein, o empresário de Lennon, preparou uma anúncio na Billboard que dizia: "Phil! John está pronto essa semana".
Spector e Billy Preston tocaram piano em uma faixa. Durante as sessões, Lennon, Voormann e Starr ensaiaram várias canções entre as gravações das novas faixas: "When a Boy Meets a Girl", "That's All Right Mama", "Glad All Over", "Honey Don't", "Don't Be Cruel", "Hound Dog" e "Matchbox". Eles também gravaram a base da canção de Ringo, "Early 1970", onde o baterista descreve a sua relação com cada um dos ex-integrantes dos Beatles; no verso dedicado a John, Ringo canta: "Eles gritaram e eles choraram, agora eles estão livres".
Como amigos de longa-data de Lennon, Voormann e Starr ficaram desapontados com o seu comportamento emocional em estúdio. Em seu livro Postcards from the Boys de 2004, Ringo relembra que John começava a chorar ou começava a gritar no meio da gravação de uma faixa. Klaus disse que John mudava de estar animado a ficar extremamente emocional, e que discutia seus sentimentos com Yoko enquanto eles ouviam às gravações na sala de controle do estúdio. Na visão de Voormann, os efeitos da terapia de Lennon afetavam especialmente Ringo, visto que "o velho John se foi, agora era um John diferente. Não era quem ele costumava ser."
De acordo com o crítico musical Richie Unterberger, bootlegs das sessões sugeriam que Lennon estava longe do artista abatido refletido no álbum finalizado. Com as gravações de "Remember" em 9 de outubro, trigésimo aniversário de John, George Harrison visitou o estúdio e entregou uma fita de "It's Johnny's Birthday", após Yoko ter pedido aos colegas de John por recordações musicais para marcar a ocasião. As fitas daquela sessão revelam a alegria de John e Ringo com a chegada de George. Na descrição do autor Robert Rodriguez, a reunião reflete a proximidade entre os três Beatles, na falta de Paul McCartney, também como a ludicidade de Lennon enquanto produzia Plastic Ono Band.
Lennon e Ono produziram Plastic Ono Band em grande parte por conta própria, já que Spector esteve ausente durante grande parte das sessões de gravação. Spector mixou o álbum por três dias no final de outubro. Todo o trabalho no disco foi concluído em 27 de outubro, quando Lennon e Ono viajaram para Nova Iorque para divulgar a terapia primal e colaborar nos filmes experimentais Up Your Legs Forever e Fly.

## Arte da capa
A capa do álbum de Lennon é quase idêntica à do álbum de Ono, a única diferença é que na capa de Ono ela está deitada sobre o corpo de Lennon. A foto foi tirada na mansão de John em Tittenhurst Park pelo ator Dan Richter, que também trabalhava como assistente na época. A edição inicial em disco compacto do álbum listava o título e o artista, enquanto a versão remixada de 2000 restaura a arte original. Além disso, o LP original não tinha a listagem das faixas na contracapa, que em vez disso mostrava uma foto escolar de John em sua juventude.
O LP incluía uma folha com a letra em um lado do encarte interno. Apesar das preocupações da Capitol sobre os palavrões de Lennon em "I Found Out" e "Working Class Hero", as letras apareceram sem censura na versão norte-americana do álbum. No Reino Unido, a EMI garantiu que cada palavrão em “Working Class Hero” fosse eliminado através do uso de asteriscos.

## Lançamento
John Lennon/Plastic Ono Band foi lançado no Reino Unido e nos Estados Unidos em 11 de dezembro de 1970, no mesmo dia em que o álbum de Ono. Lennon considerou lançar "Love" como um single nos Estados Unidos, porém preferiu "Mother". A canção foi editada para menos de quatro minutos com a remoção dos sinos funerários iniciais e o seu fade-out. Apoiado pela faixa de Ono, "Why", o single foi lançado em 28 de dezembro. No Japão, o título do álbum era John no Tamashii (ジョンの魂), que se traduz em "John's Soul" ("Alma de John"). Várias estações de rádio norte-americanas baniram "Working Class Hero" por conta do uso repetido da palavra "fucking" na canção.

Acho que é realista e é verdade para mim o que vem se desenvolvendo ao longo dos anos desde "In My Life", "I'm a Loser", "Help!", "Strawberry Fields". São todas canções pessoais (...) Eu realmente não gostava de escrever canções em terceira pessoa (...) Mas por causa dos meus problemas e outras coisas, eu só escrevia especificamente sobre mim de vez em quando. Agora escrevi tudo sobre mim e é por isso que gosto. Sou eu!

– Visão de Lennon sobre Plastic Ono Band, como oferecida à Rolling Stone em dezembro de 1970
Lennon viu Plastic Ono Band como o seu melhor trabalho até aquele ponto. Ele o chamou de "Sgt. Lennon", referindo-se ao álbum de 1967 dos Beatles, Sgt. Pepper's Lonely Hearts Club Band. Sua divulgação do álbum incluiu uma longa entrevista com Jann Wenner para a Rolling Stone, gravada em 8 de dezembro e publicada em duas partes sob o título de Lennon Remembers. Com sua nova música, os comentários de Lennon refletiram os efeitos da terapia primal. Ele usou a oportunidade para discutir sua infância conturbada, desacreditar os Beatles como um mito, e difamar os álbuns solo de seus ex-colegas de banda. Ele também repudiou os efeitos da revolução cultural da década de 1960 como um "sonho" e empenhou a protestos políticos como sua nova direção artística. Junto aos sentimentos de "God", a entrevista terminou sem nenhuma esperança de uma reunião dos Beatles e foi seguida logo depois por uma ação judicial de Paul McCartney na corte de Londres para a dissolução legal do grupo.
O álbum e a posição política de Lennon aumentou a sua credibilidade entre os núcleos radicais underground, assim como a Nova Esquerda acolheu seu desmascaramento da imagem dos Beatles. Sua performance comercial, no entanto, foi ofuscada pelo lançamento de All Things Must Pass de George Harrison e do álbum autointitulado de McCartney, lançado em abril. Plastic Ono Band alcançou a oitava posição no Reino Unido e o sexto lugar nos Estados Unidos, passando dezoito semanas no top 100. Nos Países Baixos, foi número um por sete semanas.

## Faixas
Todas as letras escritas por John Lennon, exceto a indicada. 
| Lado um |                      |         |  |
| N.º     | Título               | Duração |  |
| 1.      | "Mother"             | 5:34    |  |
| 2.      | "Hold On"            | 1:52    |  |
| 3.      | "I Found Out"        | 3:37    |  |
| 4.      | "Working Class Hero" | 3:48    |  |
| 5.      | "Isolation"          | 2:51    |  |

| Lado dois |                   |         |  |
| N.º       | Título            | Duração |  |
| 1.        | "Remember"        | 4:33    |  |
| 2.        | "Love"            | 3:21    |  |
| 3.        | "Well Well Well"  | 5:59    |  |
| 4.        | "Look at Me"      | 2:53    |  |
| 5.        | "God"             | 4:09    |  |
| 6.        | "My Mummy's Dead" | 0:49    |  |

Faixas bônus da reedição em CD de 2000
Lados um e dois foram combinados nas faixas 1–11, junto com as seguintes faixas bônus:
1. "Power to the People" – 3:22
2. "Do the Oz" (Lennon, Yoko Ono) – 3:07

Faixas bônus da reedição "de luxo" em 2021
Lados um e dois foram combinados nas faixas 1–11, junto com as seguintes faixas bônus:
1. "Cold Turkey" – 5:01
2. "Instant Karma! (We All Shine On)" – 3:18

## Ficha técnica
A numeração das faixas refere-se ao CD e aos lançamentos digitais do álbum.
- John Lennon – vocais principais, guitarra acústica (4, 7, 9, 11), guitarra elétrica (2, 3, 8), piano (1, 5, 6), órgão (5), piano (10)[9]
- Ringo Starr – bateria (1–3, 5, 6, 8, 10)[9]
- Klaus Voormann – baixo elétrico (1–3, 5, 6, 8, 10)[9]
- Phil Spector – piano (7)[9]
- Billy Preston – piano de cauda (10)[60]
- Yoko Ono – "vento"
- Mal Evans – "chá e simpatia"[61]

## Paradas
| Paradas (1970–1971) | Melhor posição |
| ------------------- | -------------- |
| Kent Music Report   | 3              |
| RPM                 | 2              |
| Oricon              | 5              |
| MegaChart           | 1              |
| VG-lista            | 4              |
| Kvällstoppen Chart  | 8              |
| UK Albums Chart     | 8              |
| Billboard Top LPs   | 6              |
| Media Control       | 39             |

| Paradas (2021)             | Melhor posição |
| -------------------------- | -------------- |
| Alemanha (GfK)             | 7              |
| Irlanda (IRMA)             | 59             |
| Scottish Albums (OCC)      | 2              |
| Suécia (Sverigetopplistan) | 46             |

| Paradas (1971) | Posição |
| -------------- | ------- |
| Austrália      | 22      |
| Holanda        | 2       |
| Estados Unidos | 84      |